# Georg Christian Heinrich David Thöne
Georg Christian Heinrich David Thöne (genannt Heinrich Thöne; * 1816 oder 1817; † 19. März 1847 auf dem Galgenberg vor Celle) war ein Schlachter und Raubmörder, der für seine Tat enthauptet wurde.

## Leben
Von Heinrich Thöne ist nur bekannt, dass er von Beruf Schlachter war und Sohn eines Gastwirts aus Burgdorf, wo er auch selbst wohnte. Er war verheiratet mit Sophie Thöne (geb. Müller), mit der er mehrere gemeinsame Kinder hatte, darunter zum Zeitpunkt der Tat einen Säugling.

## Hintergrund und Ermittlungen zum Raubmord
Beim Bau der Bahnstrecke Lehrte–Celle wurde ab 1845 ein Bahnhof in Burgdorf gebaut. Dort war der 28 Jahre alte, mit Heinrich Thöne verwandte Friedrich Franz aus Dungelbeck im Amt Peine als Schachtmeister beschäftigt. Ein Bauleiter beim Bahnhofsbau zeigte am 14. September 1845 beim Amt Burgdorf das Verschwinden von Franz an, welcher zu diesem Zeitpunkt 210 Reichstaler noch nicht ausbezahlten Lohn mit sich führte.
Daraufhin wurde noch am selben Tag mit einem Steckbrief nach Friedrich Franz gefahndet, von dem man annahm, er wolle mit dem Geld nach Amerika auswandern. Es wurde ermittelt, dass er in der Nacht vom 13. auf den 14. September unter falschem Namen in einem Gasthaus in Hannover übernachtet haben solle und von dort mit dem selbst genannten Ziel Bielefeld abgereist sei.
Am 25. September wurde der Fund einer durch einen Hund aufgespürten Leiche beim Amt Burgdorf angezeigt. Der Fundort war ungefähr 550 Schritt nordöstlich des Ortes auf einem abgeernteten Kartoffelfeld. Sofort untersuchten drei Beamte und ein Arzt den Fundort, an dem sie eine 1½ Fuß tief vergrabene männliche Leiche fanden, die durch Hunde angefressen war. Da man vermutete, dass es sich um den vermissten Schachtmeister handeln könnte, hatte man Heinrich Thöne als letzten Vermieter und einen Schachtmeister beim Bahnhofsbau zur Identifikation des Toten zu der Obduktion beordert, die auf einem auf dem Feld aufgebauten Sektionstisch stattfand. Bei der Obduktion wurde festgestellt, dass es sich bei dem Toten um den Vermissten handelte, welcher durch mehrere Schläge gegen den Kopf sowie Schläge und Schnitte am Hals ermordet worden war. Aufgrund geäußerter Verdachtsmomente wurde Heinrich Thöne noch auf dem Feld verhaftet und ins Gefängnis verbracht.
Das Wohnhaus des Verhafteten wurde durchsucht und nach weiteren Vernehmungen zwei Tage später seine Ehefrau mit einem Säugling, den sie mitnahm, verhaftet und ins Gefängnis nach Celle gebracht. Nach weiteren Untersuchungen und Zeugenbefragungen, nach denen man zum Ergebnis kam, dass Heinrich Thöne den Mord am 13. September gegen 18.00 Uhr begangen hatte, kam es im Juli 1846 zum Prozess gegen das Ehepaar.

## Verurteilung, Hinrichtung und Nachwirken
Das Urteil wurde am 22. Juli 1846 gesprochen. Sophie Thöne wurde freigesprochen, Heinrich Thöne wurde wegen Raubmords zum Tode durch das Schwert mit vorherigem Schleifen auf einer Kuhhaut zum Richtplatz verurteilt. Der örtliche Scharfrichter hielt sich für nicht in der Lage, erstmals ein Todesurteil zu vollstrecken, so dass als Ersatz derjenige aus Hoya anreiste. Am 17. März 1847 wurde in den Celler Nachrichten angekündigt, dass Heinrich Thöne zwei Tage später öffentlich hingerichtet werden sollte. Dabei wurde um angemessenes Verhalten der Zuschauer gebeten und darauf hingewiesen, dass man keine Kinder mitbringen solle. Am 19. März wurde Thöne auf einer Kuhhaut zum Richtplatz gebracht und dort mit dem Schwert enthauptet.

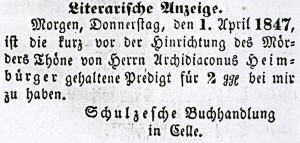
Zeitgenössische Werbeanzeige für das Buch mit der Predigt

Der letzte Wunsch von Thöne war es, dass der Pfarrer, der ihn zur Hinrichtung begleitete, sein Schicksal als Warnung für andere darstellen solle. Dieser hielt daraufhin direkt vor der Hinrichtung eine Ansprache an die Zuschauer, deren Text er später drucken ließ, um den Erlös aus dem Verkauf den Kindern Thönes zukommen zu lassen. Ebenso wurde am Sonntag nach der Hinrichtung die Kollekte zur Unterstützung der Witwe und ihrer Kinder gesammelt.